# Aphodius rufipes
Aphodius rufipes là một loài bọ cánh cứng trong họ Scarabaeidae.